# Moroni (Comore)
Moroni (in arabo موروني, Muruni) è la principale città delle Comore e dal 1962 ne è anche la capitale. Nel 2018, contava circa 62 351 abitanti. 
La città è collocata sulla costa occidentale dell'isola di Grande Comore. Moroni è servita dall'Aeroporto di Moroni-Principe Saïd Ibrahim. Esiste inoltre un porto con collegamenti regolari al continente africano e alle altre isole dell'arcipelago delle Comore, oltre che al Madagascar e ad altre isole dell'Oceano Indiano.